# Neodrymonia canifusa
Neodrymonia canifusa är en fjärilsart som beskrevs av George Francis Hampson 1896. Neodrymonia canifusa ingår i släktet Neodrymonia och familjen tandspinnare. Inga underarter finns listade i Catalogue of Life.